# Ridgecrest (Carolina del Norte)
Ridgecrest es un área no incorporada ubicada al este del condado de Buncombe, en el estado estadounidense de Carolina del Norte, junto a la Interestatal 40/U.S. Route 70. La comunidad forma parte del Área Estadística Metropolitana de Ashville. Alberga el Centro de Conferencias Ridgecrest (fundado en 1907), Campamento Ridgecrest para Niños (fundado en 1929) y el Campamento Crestridge para chicas (fundado en 1955).  Las tres instalaciones son operadas por la recién fundada Fundación Ridgecrest y están afiliadas a la Convención Bautista del Sur. El centro de conferencias y los campamentos de verano fueron adquiridos por la Fundación Ridgecrest el 30 de diciembre de 2020. Ambos campamentos de verano están dirigidos por Phil Berry.